# 古輪螺科
古輪螺科是腹足綱的一個已滅絕的科。
根據2005年《布歇特和洛克羅伊的腹足類分類》，古輪螺科是古輪螺總科之下唯一的一個科，而古輪螺總科是腹足纲軟體動物六個主要支序之一的蜑形目（Neritimorpha）之下地位未定古生代蜑形類物種的五個總科之一。

## 分類
根據J.B. Knight et al (1960)的《古无脊椎动物专论》（Treatise on Invertebrate Paleontology）第九冊（Vol. I），古輪螺總科原來屬於擴充後的Euomphalina，而Euomphalina是真腹足亞綱之下的一個亞目。不過，《腹足纲分类表 (1997年)》編寫時，作者並未有把古輪螺總科列入從Euomphalina升格而成的Euomphalida目。
本科之下並沒有亞科。本科之下有五個屬：
- 古輪螺屬 Palaeotrochus Hall, 1879：模式屬
- Floyda Webster, 1905
- Turbonopsis Grabau and Shimer 1909
- 西方螺属 Westerna Webster, 1905[2]
- Westwooditrochus Cook 1998